# ثيودوروس ليكتور
ثيودوروس ليكتور محاضر أو قاريء في كنيسة هاغيا صوفيا في القسطنطينية في بداية القرن السادس الميلادي. كتب عملين تاريخيين؛ أحدهما جمع فيه من مصادر تؤرخ لأحداث الفترة من سنة 313م في بداية عهد قسطنطين العظيم، حتى سنة 439م خلال عهد ثيودوسيوس الثاني. أما الآخر، فقد كتبه ثيودوروس بنفسه مؤرخًا للأحداث منذ وفاة ثيودوسيوس الثاني سنة 450م إلى بداية عصر جستين الأول سنة 518م. 
ترجع أهمية العمل الأول إشارته إلى مؤلفي المصادر التي اقتبس منهم ثيودوروس؛ أما الأخير فلم يبق منه سوى جزء وترجع أهميته لا لجودته، ولكن لقلة الأعمال التي تغطي تلك الفترة الزمنية.

## وصلات خارجية
- ثيودوروس ليكتور - مقالة على الموسوعة الكاثوليكية (بالإنجليزية)